# Laurent Ciman
Laurent Ciman (* 5. August 1985 in Farciennes) ist ein belgischer Fußballspieler.
Ciman wird als Abwehrspieler, vorwiegend in der Innenverteidigung, eingesetzt.

## Karriere

### Verein
Ciman wechselte 2004 aus der Jugend- in die Profimannschaft von Sporting Charleroi. Sein Debüt in der Jupiler Pro League, der ersten Liga in Belgien, gab er am 30. Oktober 2004, dem 11. Spieltag. Beim 1:0-Sieg über den KV Oostende wurde er in der 82. Minute für Abdelmajid Oulmers eingewechselt. 2008 wechselte er zum FC Brügge.
Nach nur wenigen Einsätzen und einer Leihe nach KV Kortrijk wechselte Ciman zur Saison 2010/11 zu Standard Lüttich. Mit seinem neuen Verein gewann er in der ersten Saison den Belgischen Fußballpokal. Ciman blieb bis zur Winterpause der Saison 2014/15 bei Standard Lüttich und erzielte in 122 Ligaspielen fünf Tore.
Zu Beginn der Saison 2015 wechselte Ciman in die nordamerikanische Major League Soccer zum kanadischen Franchise Montreal Impact.

### Nationalmannschaft
Ciman spielte von 2004 bis 2008 in der belgischen U-21, mit der er unter anderem an der U-21-Fußball-Europameisterschaft 2007 in den Niederlanden teilnahm. Hier erreichte Belgien das Halbfinale. 2008 war Ciman Teil des belgischen Aufgebots des olympischen Fußballturniers während der olympischen Sommerspiele 2008, bei dem er im Spiel gegen die Auswahl Nigerias eingesetzt wurde. In diesem Spiel, das die nigerianische Mannschaft mit 4:1 gewann, erzielte Ciman das Tor für die Belgier.
Für die A-Nationalmannschaft gab er am 19. Mai 2010 sein Debüt. Beim 2:1-Sieg über Bulgarien wurde er in der 66. Minute für Toby Alderweireld eingewechselt. Ciman stand im belgischen Kader bei der Fußball-Weltmeisterschaft 2014 in Brasilien, blieb aber ohne Einsatz.
Bei der Fußball-Europameisterschaft 2016 in Frankreich wurde er in das Aufgebot Belgiens aufgenommen. Im ersten Spiel gegen Italien stand er in der Startelf, nach der 0:2-Niederlage kam er aber bis zum Ausscheiden des Teams im Viertelfinale nicht mehr zum Einsatz.

### Erfolge
- Belgischer-Fußballpokal-Sieger: 2011